# Romuald Salnicki
Romuald Salnicki (ur. 24 października 1896 w Bereścianach, zm. wiosną 1940 w Charkowie) – major saperów inżynier Wojska Polskiego, kawaler Orderu Virtuti Militari, ofiara zbrodni katyńskiej.

## Życiorys
Syn Wiktora i Józefy z Sałajów urodzony 24 października 1896 w Bereścianach w ówczesnym powiecie łuckim guberni wołyńskiej. Absolwent gimnazjum z maturą w Łucku. W 1917 wcielony do Szkoły Miczmanów czasu wojny Obrony Brzegów Morskich w Nowym  Peterhofie. 
W lutym 1919 wstąpił do Wojska Polskiego jako ochotnik i w stopniu szeregowca został przydzielony do Powiatowej Komendy Uzupełnień Chełm. 1 kwietnia tego roku został przydzielony jako oficer do Stacji Zbornej Oficerów w Lublinie, a 1 maja 1919 do 35 pułku piechoty. Walczył do 1921 w wojnie przeciwko bolszewikom.
W 1921 ukończył kurs w Centrum Wyszkolenia Dowództwa Okręgu Generalnego w Krakowie. 3 maja 1922 został zweryfikowany w stopniu porucznika ze starszeństwem od 1 czerwca 1919 i 2801. lokatą w korpusie oficerów piechoty. W 1923 został przyjęty do Oficerskiej Szkoły Topografów. Po ukończeniu szkoły skierowany do WIG jako kartograf. 19 marca 1928 został mianowany na stopień kapitana ze starszeństwem z 1 stycznia 1928 i 311. lokatą w korpusie oficerów piechoty. W styczniu 1930 został przeniesiony z korpusu oficerów piechoty do korpusu oficerów geografów z pozostawieniem na zajmowanym stanowisku w WIG. W 1930 w Komendzie Garnizonu m. st. Warszawa. Studiował na Wydziale Budownictwa Wodnego Politechniki Warszawskiej, uzyskał dyplom inżyniera hydrotechnika. W marcu 1932 został przeniesiony z korpusu oficerów geografów do korpusu oficerów inżynierii i saperów z równoczesnym przeniesieniem z WIG do Generalnego Inspektora Sił Zbrojnych i pozostawieniem na etacie rezerwy personalnej Kierownictwa Fortyfikacji Sztabu Głównego. W 1932 pełnił służbę w Sztabie Głównym. Kierował robotami fortyfikacyjnymi na Polesiu. Później w Wydziale Fortyfikacji Departamentu Budownictwa MSWojsk. Z dniem 1 lutego 1935 został przydzielony do Ministerstwa Komunikacji na sześciomiesięczną praktykę. 30 lipca tego roku został odwołany z praktyki i przydzielony do dyspozycji inspektora armii gen. dyw. Tadeusza Piskora, do 1 czerwca 1936. Na stopień majora został mianowany ze starszeństwem z dniem 1 stycznia 1936 i 21. lokatą w korpusie oficerów saperów. W marcu 1939 był oficerem rezerwy personalnej oficerów Inspektoratu Saperów Sztabu Głównego przydzielonym do składu osobowego generała do prac przy Generalnym Inspektorze Sił Zbrojnych w Krakowie, gen. bryg. Antoniego Szyllinga na stanowisko wykonawcy studiów.
W kampanii wrześniowej ewakuował się z GISZ na południowy wschód Polski. Po agresji ZSRR na Polskę w nieznanych okolicznościach dostał się do niewoli sowieckiej i przebywał w obozie w Starobielsku. Wiosną 1940 został zamordowany przez funkcjonariuszy NKWD w Charkowie i pogrzebany w bezimiennej, zbiorowej mogile w Piatichatkach, gdzie od 17 czerwca 2000 mieści się oficjalnie Cmentarz Ofiar Totalitaryzmu w Charkowie. Figuruje na tzw. liście Gajdideja (poz. 3072).
5 października 2007 minister obrony narodowej Aleksander Szczygło mianował go pośmiertnie na stopień podpułkownika. Awans został ogłoszony 9 listopada 2007 w Warszawie, w trakcie uroczystości „Katyń Pamiętamy – Uczcijmy Pamięć Bohaterów”.

## Ordery i odznaczenia
- Krzyż Srebrny Orderu Virtuti Militari nr 1354[1] – 28 lutego 1921[20]
- Krzyż Walecznych trzykrotnie[4]
- Srebrny Krzyż Zasługi – 17 marca 1934 „za zasługi na polu fortyfikacji”[21]
- Medal Pamiątkowy za Wojnę 1918–1921[4][2]
- Medal Dziesięciolecia Odzyskanej Niepodległości[4][2]
- Odznaka Oficerskiej Szkoły Topografów